# Шайхиев, Алвади Хасмагомедович
Алва́ди Хасмагоме́дович Шайхи́ев (12 апреля 1947, село Октябрьское, Ошская область — 22 октября 2018, Грозный) — чеченский писатель, поэт и журналист, переводчик, педагог, филолог. Член Союза писателей СССР с 1975 года. Заслуженный журналист Чеченской Республики (2011).

## Биография
Родился в депортации в селе Октябрьское Мирза-Акинского (ныне — Узгенского) района Ошской области 12 апреля 1947 года. Окончил филологический факультет Чечено-Ингушского государственного педагогического института в 1970 году.
В 1979 году окончил высшие литературные курсы при Московском литературном институте имени А. М. Горького. Преподавал в Чечено-Ингушском государственном университете.
Первый сборник его стихов «Чувство» был издан в 1969 году. В разные годы в Грозном и Москве издавались его поэтические сборники: «Пламя любви», «Огонь в очаге», «Трава-мурава», «Пульс», «Совесть», «Башни мужества», «Ночные птицы», «Заповедь» и другие. Стихи печатались в журналах «Молодая гвардия», «Современник», «Звезда», «Дон» и других. Работал редактором отдела поэзии в литературно-художественном журнале «Вайнах».
Редактор первого перевода Корана на чеченский язык. В январе 2011 года удостоен звания «Заслуженный журналист Чеченской Республики».